# 赫里斯托福里夫卡 (盧甘斯克州)
48°10′19″N 39°0′41″E / 48.17194°N 39.01139°E
赫里斯托福里夫卡（烏克蘭語：Христофорівка）是位於烏克蘭東部的鄉村居民點，由盧甘斯克州羅韋尼基區的安特拉齊特市鎮負責管轄。該鄉處於克里彭卡河畔，始建於1938年，面積0.63平方公里，2001年人口612，人口密度每平方公里971.43人。